# トヨタ・ラウム
ラウム（RAUM）は、トヨタ自動車が1997年5月から2011年10月まで販売していた1500ccクラスのセミトールワゴン型小型乗用車である。

## 概要
本車が登場した平成9年時点においてこのクラス（いわゆるコンパクトカー）としては珍しく、左右のリヤドアにスライドドアを採用している。このような車はその外観や形状、大きさから便宜的にハッチバックと呼ばれる場合があるが、ラウムのバックドアは右へ開く横開き式であってハッチではないため、ハッチバックには分類し難く、何方かと云えばレジャー・アクティビティ・ビークルの趣きが強い。取扱いチャネルは、トヨタオート店（1998年8月にネッツトヨタ店、2004年5月にネッツ店に名称変更）で、車輌の製造はトヨタグループ会社のセントラル自動車（現・トヨタ自動車東日本宮城大衡工場）が行っていた。
ラインナップ体系が独特であり、標準仕様と複数のパッケージ仕様が用意されている。

## 初代 EXZ10/15型（1997年-2003年）
既存のスターレット、並びにターセル/コルサ/カローラII/サイノス（米国名：パセオ）の各種プラットフォームを母体に作られた新コンセプト車。この当時、トヨタが提唱していた『セダン・イノベーション』の一環として企画され、「乗る、使う、楽しむ」を具体化する「ヒューマン・フレンドリー・コンパクト」が開発テーマとなっている。当時のコンパクトカーとしては画期的なロングホイールベースを採用した。スライドドアを採用した2列シートのセミトールワゴンで、シンプルなフロント部と、卵型の縦長テールランプが特徴的なリア部とによる、やや丸みを帯びたシンプルなデザインであった。軽損傷時の修理費用の節減を図るため上下2分割バンパーを採用。スライドドアの窓が固定式（はめ殺し）となることも珍しくなかった時代にもかかわらず、この車の後部スライドドアにはパワーウィンドウが採用されている。前席ドアはヒンジ取付角度を約7度ずらすことで床側より屋根側がより大きく開口する構造とし、乗降性に配慮した。
内装ではトヨタのコンパクトカーとしては初となる、オプティトロンメーターを採用し、オーディオ類もインパネ上部に配置するなどして扱いやすさを向上させている。コラムシフトの採用によりセンターコンソールが存在しないため、前後左右のウォークスルーが可能。
エンジンは1.5L・5E-FE型を搭載する。4WDも同じ型式のエンジンを積むが、馬力を落とす代わりに中・低回転域のトルクを向上させ、重量増に対応している。また、日本車としては初となる、電気式ブレーキアシストが搭載された。
発売当初は標準仕様と、標準仕様から一部装備を省略・簡略化した「Eパッケージ」、標準仕様に電動格納式リモコンドアミラー、ワイヤレスドアロックリモートコントロール、オートエアコン&クリーンエアフィルターなどを追加した「Cパッケージ」、「Cパッケージ」の装備に加え、カラードルーフレールやカラードアウトサイドドアハンドルなどを追加した「Gパッケージ」の3種類のパッケージが用意されていた。

### 年表
- 1997年
  - 4月14日 - 型式指定を受ける[7]。
  - 5月 - 発売。
  - 12月 - 特別仕様車「エレガントエディション[8]」を発売。
    - ボディカラーはホワイトパールマイカ（特別外板色）のみ。特別装備として、サイドプロテクションモールとバンパー上側にシルバー塗装品を採用。
- 1998年8月 - 一部改良。
  - 新たにペア・ベンチシートを採用した「Bパッケージ」と「Sパッケージ」を追加。「Sパッケージ」は「Bパッケージ」より機能面を充実したスポーティー仕様である。テレビCMには竹中直人が出演した。
- 1999年8月 - マイナーチェンジ。
  - 後席スライドドアのインサイドハンドルの取付角度変更、およびインサイドハンドル操作時のフィーリング改善、フロントバンパー・グリルとリアバンパーのリフレクターの意匠変更、フロントグリルのエンブレム変更（トヨタのCIマークから、車名の「R」をデザインした専用品に）、リアウインカーレンズのクリア化、一部グレードのタコメーターの標準装備化、インパネの配色やシート地・内装色の変更、ツートーンボディカラー（コスミックシャドートーニング）の廃止等を実施。また、シートタイプ別のグレード体系となり、従来の標準仕様は「セパレート」に、パッケージの1つだった「Bパッケージ」は「ペア・ベンチ」となり、新たにダブルフォールディングシートを採用して積載能力を高めた「フラットデッキ[9]」を新設。それぞれに、標準仕様と3種類のパッケージ仕様（Cパッケージ・Gパッケージ・Sパッケージ）が用意された。
- 2001年12月4日 - 特別仕様車「セパレート スペシャルエディション」を発売。
  - 「セパレート」をベースに、UVカットガラス（リアドア・クォーターウィンドウ・バックドアはプライバシーガラス）、撥水フロントガラス、電動格納式カラードリモコンドアミラー、カラードアウトサイドドアハンドル、専用シート&ファブリック表皮などを施した。
- 2002年4月8日 - 一部改良。
  - ホイールキャップのデザインを変更し、「セパレート」にはファブリックシート表皮を採用。FF車は国土交通省の低排出ガス車認定制度における「平成12年基準排出ガス25%低減レベル（★）」を達成。また、内外装に特別装備を加えた特別仕様車「セパレート Wiseセレクション」を発売。「フラットデッキ」を廃止。
- 2003年
  - 4月[10] - 生産終了。在庫対応分のみの販売となる。
  - 5月 - 2代目と入れ替わる形で販売終了。

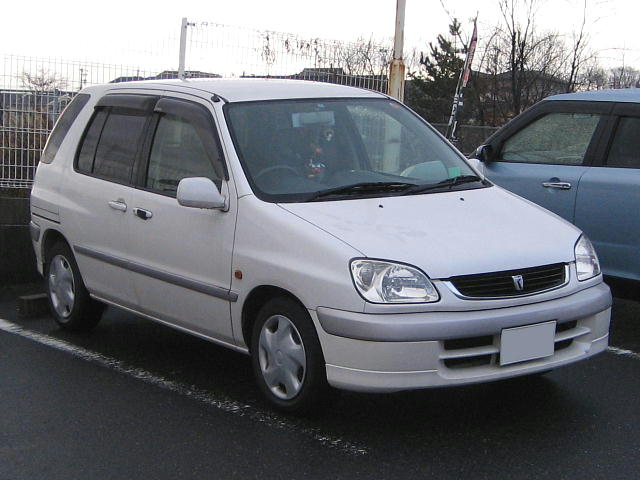
後期型 フロント（1999年8月 - 2003年5月）
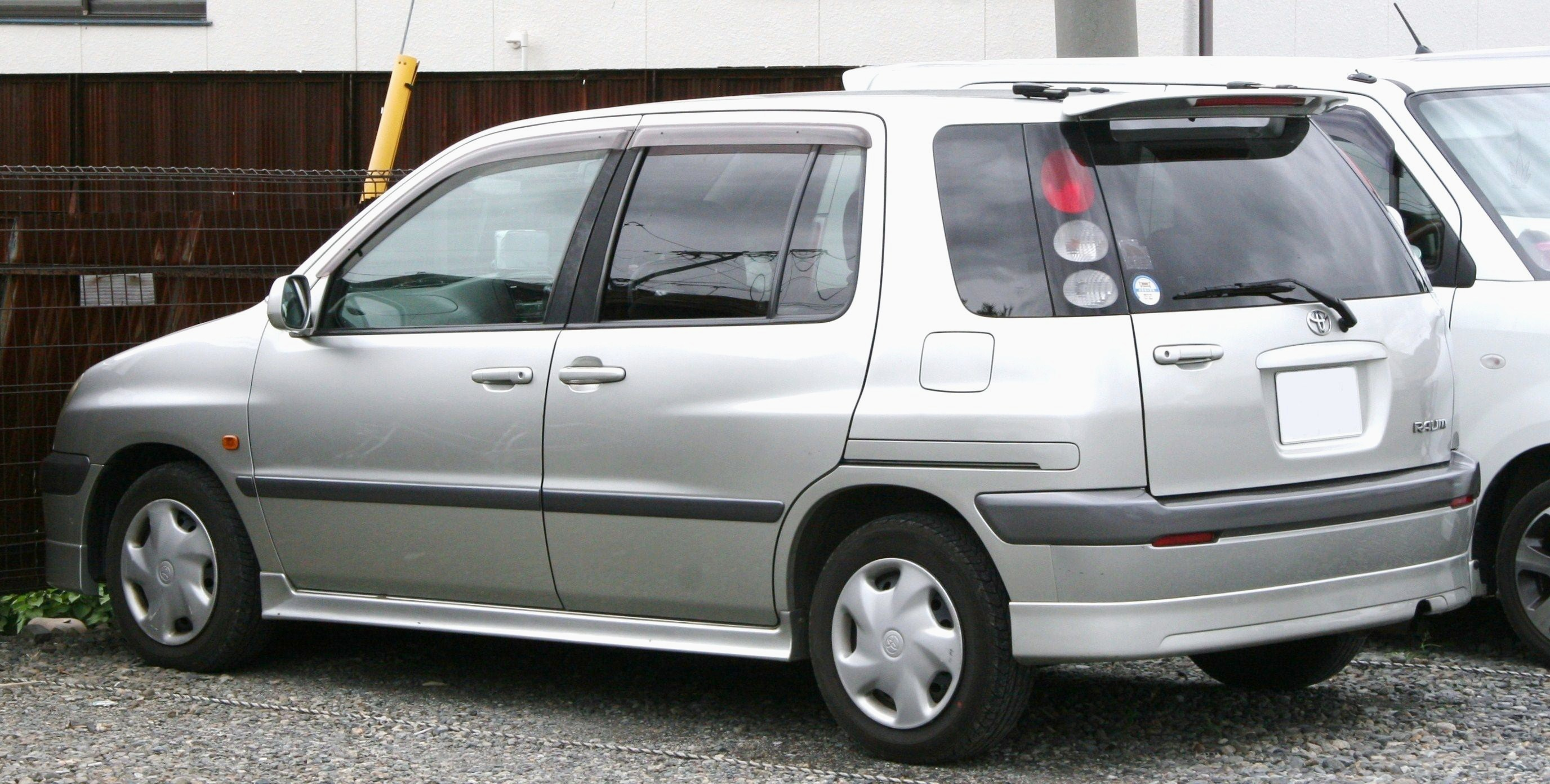
後期型 リア

## 2代目 NCZ20/25型（2003年 - 2011年）
2代目は「クルマ作りにおけるユニバーサルデザインの追求」を開発テーマとし、全てのユーザーに優しく、使用しやすい車にこだわるため「ユニバーサルデザイン評価指標」のもと、「人と地球にやさしく、使って楽しい、次世代ビークル」として、今後のトヨタ車の向かうべき道を示唆するものだとした。
プラットフォームは左右非対称構造のためにラウム専用の新開発のもの（NBCプラットフォームが母体）となったが、エンジン・サスペンション等は初代ヴィッツ系と共用し、より車重のあるラウムに合わせてセッティングを変更している。
衝突安全ボディGOAを発展させ、自車より重い車との衝突時の乗員保護性能を向上（全方位コンパティビリティ設計）、万一の歩行者との衝突時における対歩行者傷害軽減設計を採用。同時に、乗員の居住性とドライバーの有効視界をも向上させた。
初代で採用された前席ドアの開口構造は2代目でも踏襲された。電気式ブレーキアシストは引き続き標準装備され、ABSはEBD付きのものに変更。今回より新たにVSC&TRCを "S Package" と "G Package" の2WD車にメーカーオプション設定とし、昼間光に近い色温度と大光量をもつディスチャージヘッドランプは "S Package" と "G Package" にメーカーオプション設定された。初代の一部パッケージ装着車において選択できたツインムーンルーフとルーフレールは廃止された。全車にメーカーオプション設定となる純正オーディオは、ラウムの車内音響特性にあわせて各種パラメーターが校正されており、ワンボタンで聞き取りやすさを向上させるクリアーサウンドモードを備える（後に廃止）。
助手席側の前後ドアがピラーごと開く新設計の「パノラマオープンドア（センターピラー内蔵ドア）」とした事に伴い、助手席には背面大型アシストグリップ・簡易テーブル機能付のタンブルシートが採用された。また、助手席側のスライドドアは標準仕様車を除きパワースライドタイプとなった。助手席タンブルシートの採用により、前後ウォークスルーとフルフラットシートは廃止された。そのかわりに、"S Package" と "G Package" の2WD車のリヤシートには、カップホルダー一体型センターアームレストを用意して快適性を高めるとともに、6：4分割式ダブルフォールディング機構を備えたことで、先代と比べ2名乗車時の積載性が飛躍的に向上している。
計器類は、マスターウォーニングを配した常時点灯式センターメーターに加え、ステアリングホイール奥に警告灯や表示灯を集約・配置したエリアを設け、視覚的なわかりやすさを重視したものとなっている。また、メーター内照明のカラーやスピードメーターの数字フォントのサイズにも独自の調査結果が反映されている。センターメーター内にはデジタル電波時計を用意し、時刻合わせの手間を軽減。随所に配置されたアシストグリップや新採用の楕円形ステアリングホイール、前述のパノラマオープンドアなどの装備により、乗降性と使い勝手が大きく改良されている。
エンジン・トランスミッションは同社初代bBと同じDI方式のBEAMS 1NZ-FE型VVT-iエンジンとロックアップ機構付電子制御4速AT（Super ECT）を組み合わせ10ps以上のパワーアップが行われ、日常良く使う中低速域の扱いやすさも向上。また、環境・燃費性能にも磨きをかけ「平成12年基準排出ガス75％低減レベル（☆☆☆）」を達成するとともに、2WD車は「平成22年度燃費基準」も先行してクリアした。
2代目では標準仕様と、標準仕様に助手席側パワースライドドア、タコメーター、電動格納式カラードドアミラーなどを装備した "C Package"、"C Package" にスマートドアロックリモートコントロールやIR（赤外線）センサー式オートエアコン、フレシール加工シート表皮などを追加し快適装備が充実した "G Package"、"C Package" にカラードルーフスポイラーや専用デザインエアロパーツ、15インチタイヤ＋アルミホイールなどを追加、内装色をグレーに変更してスポーティースタイルに仕立てた "S Package" の3種類のパッケージ仕様となった。

### 年表
- 2003年
  - 4月3日 - 型式指定を受ける[24]。
  - 5月12日 - フルモデルチェンジ。CMソングはマーヴィン・ゲイの『Mercy Mercy Me(The Ecology)』が起用された。ネッツ店専売だった初代に対し、旧・ビスタ店との併売車種として販売開始。目標月間販売台数は4000台。販売開始から1ヶ月間の受注台数は、月販目標の3倍弱となる約11,000台で好調であった。
  - 10月10日 - グッドデザイン賞のなかでも、福祉的な視点に配慮し、広範なユーザーによる使用を可能にした製品等に与えられる特別賞「ユニバーサルデザイン賞」を受賞。
- 2004年5月1日 - 旧・ビスタ店を吸収統合した為、再びネッツ店のみの取扱いとなる。この新生「ネッツ店」の誕生を記念して、特別仕様車 "Cパッケージ・NEO Edition"[25] を発売。
  - "C Package" 相当の装備と "G Package" で評価の高かったフレシール加工フルファブリックシート表皮、マニュアルレベリング機構つきディスチャージヘッドランプを装備した。
- 2005年8月18日 - 一部改良。
  - ディスチャージヘッドランプに、対向車への眩惑を少なくする光軸調整用のオートレベリング機構（ハロゲンヘッドランプはマニュアルレベリング機構）を採用。LED式ハイマウントストップランプ（車内装着タイプ）を全車に標準装備。保安基準改正に伴いフロントフェンダーにサイドターンシグナルランプを配置。また、ウェルキャブの助手席リフトアップシート車にはワイヤレスリモコンが付いた。
- 2006年12月5日 - 一部改良。変更点は主として外装意匠と装備品であった。
  - 外観ではフロントエンブレムをRAUMオリジナルの "R" マークから「Netz」の頭文字である "N" をモチーフとしたシンボルマークに変更。リヤコンビネーションランプの意匠も、従来の丸型3連タイプ（上から制動灯兼クリアランスランプ、方向指示灯兼非常点滅灯、後退灯）から、四角 - 丸 - 四角（上から方向指示灯兼非常点滅灯、LED式制動灯兼クリアランスランプ、後退灯）モチーフのものに変更された（一部では串刺しの団子と表現される）。また、14インチスチールホイール装着車のフルホイールキャップの意匠を中期型以降のE120型カローラセダンと同じものに変更。ボディカラーに新色となるペールオレンジマイカメタリックを含む3色を追加する一方、シルバーメタリックグラファイト、クリームパールマイカ（メーカーオプション色）の2つを廃止。装備面では、フロントフォグランプとLED式制動灯を全車標準装備とし、メーカーオプション設定のナビゲーションシステムをDVD方式からHDD方式にアップグレードした。今回の一部改良に伴い、"C Package"が廃止（標準仕様に格下げ）された。
- 2009年1月7日 - 特別仕様車「HIDセレクション」を発売。
  - 標準車をベースにディスチャージヘッドランプや運転席アームレストを装備、さらにクリーンエアフィルターに脱臭機能を追加したほか、ボディカラーに特別外板色のブラックマイカを含む5色を設定した。
- 2010年
  - 8月 - サイレントでJC08モード燃費に対応。合わせて、「平成17年基準排出ガス75%低減レベル（☆☆☆☆、SU-LEV）」をクリア。
  - 12月21日 - 特別仕様車"Smile Edition"を発表（2011年1月7日販売開始）[26]。
    - 標準車をベースに、スマートドアロックリモートコントロール、IR（赤外線）センサー式オートエアコン、運転席アームレスト、脱臭機能つきクリーンエアフィルター、ディスチャージヘッドランプを装備し、ドアインサイドハンドル&レジスターノブにはめっき加飾を施しつつ、割安な価格設定とした。ボディカラーには特別設定色のブラックマイカを含む全5色を設定した。
- 2011年
  - 7月下旬 - 生産工場が神奈川県相模原市から宮城県大衡村へ移管される。
  - 8月末 - オーダーストップ。
  - 9月末 - 生産終了。それ以後は在庫のみの対応となる。
  - 10月 - 販売終了。14年半の歴史に幕を下ろした。
    - トヨタは保安基準改定に伴い、2000年代中頃にモデルチェンジ・一部改良等のタイミングでウィンカー内蔵ドアミラーを標準、またはオプションで装備できる車種を順次拡大したが、2代目ラウムは上述の通りフロントフェンダーにサイドターンランプを追加したのみで、ウィンカー内蔵ドアミラーは生産終了に至るまで装備されなかった[27]。また助手席側にパワースライドドアが用意されながらデュアルパワースライドドアはオプション設定すら無かった（福祉車両であるウェルキャブ車には運転席側パワースライドドアが設定された「フレンドマチック車」が存在したが、その場合は助手席側が手動式スライドドアになる）。2012年7月に事実上の後継車としてスペイドが登場した。

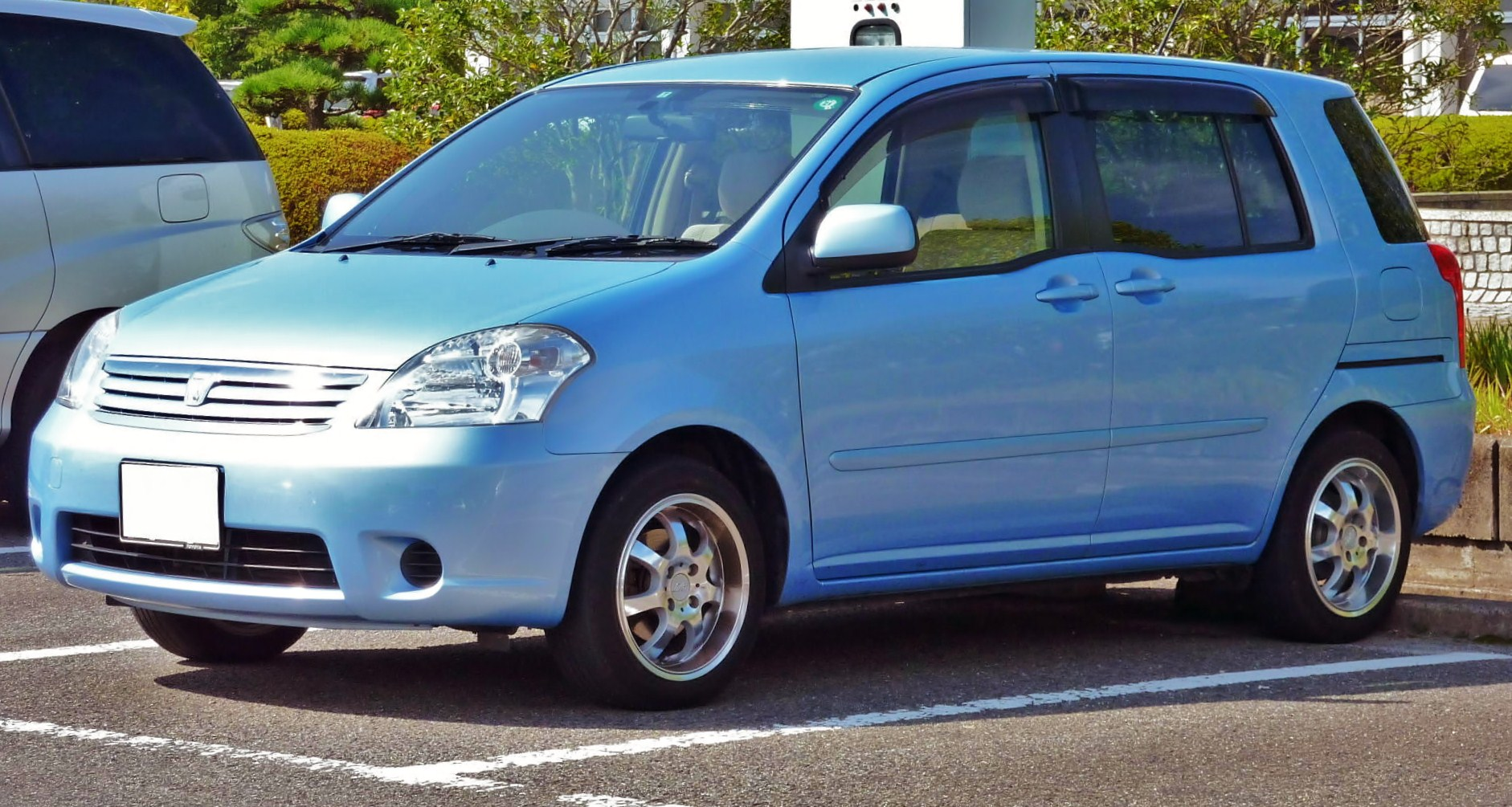
前期型（2003年5月 - 2006年12月）
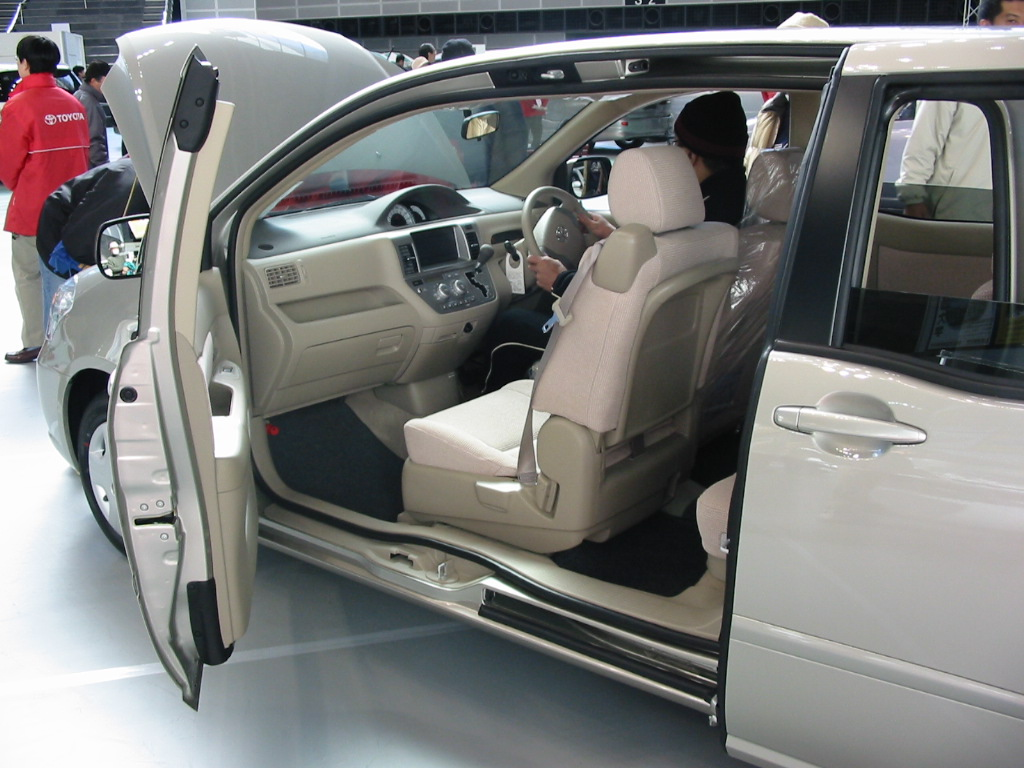
パノラマオープンドア
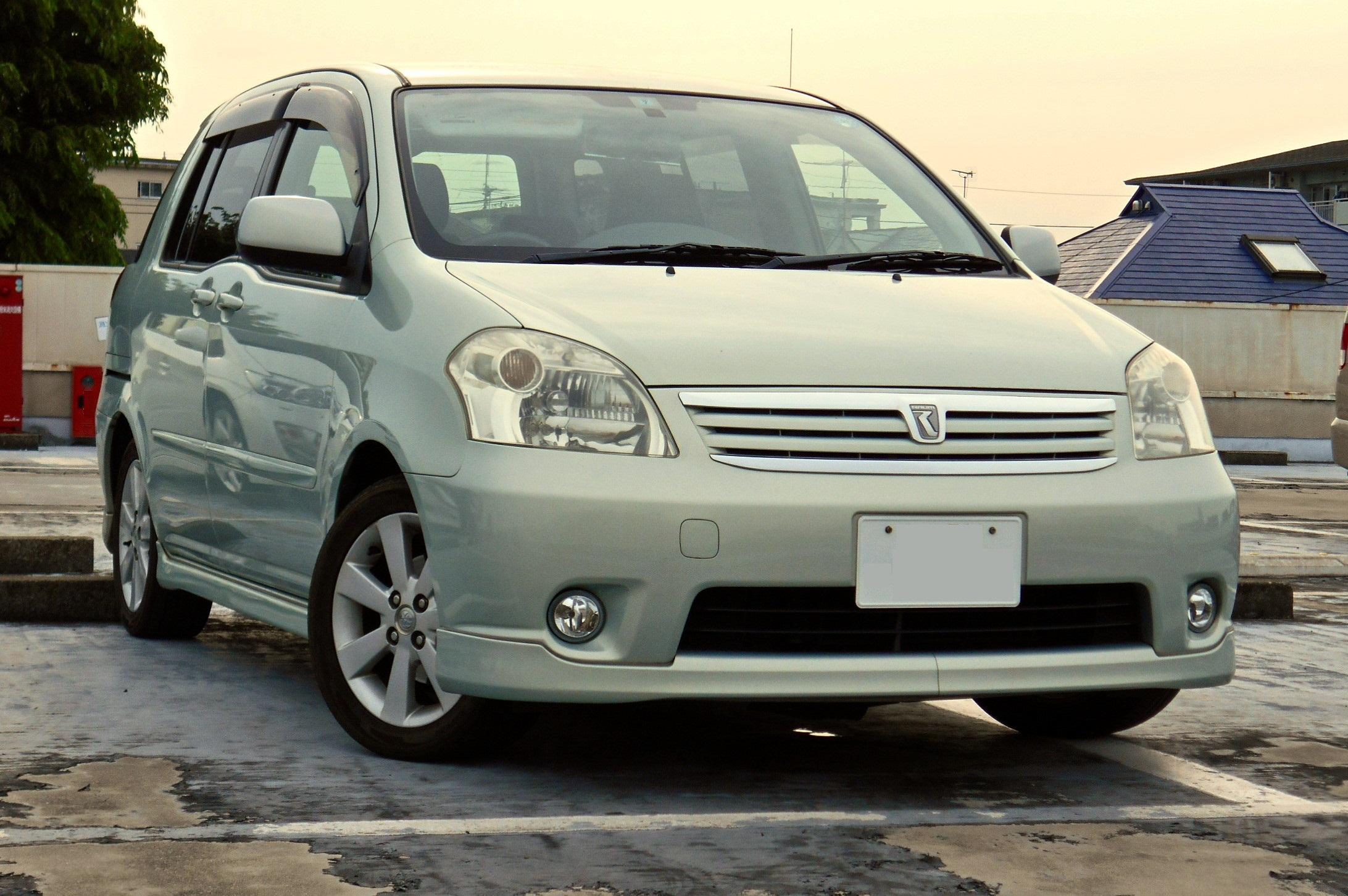
前期型 Sパッケージ/FF（オプション装着車）
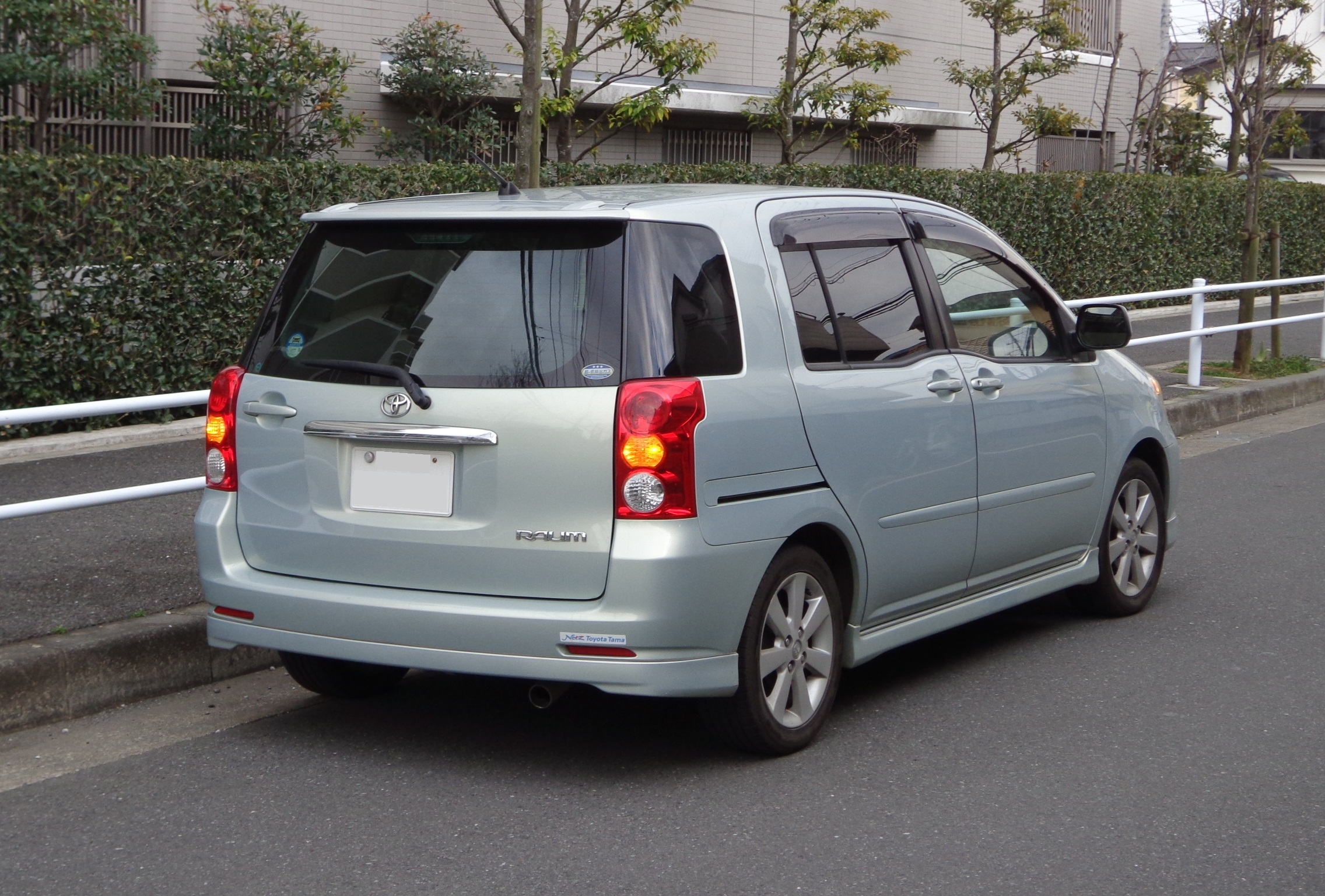
前期型 Sパッケージ/FF（オプション装着車）
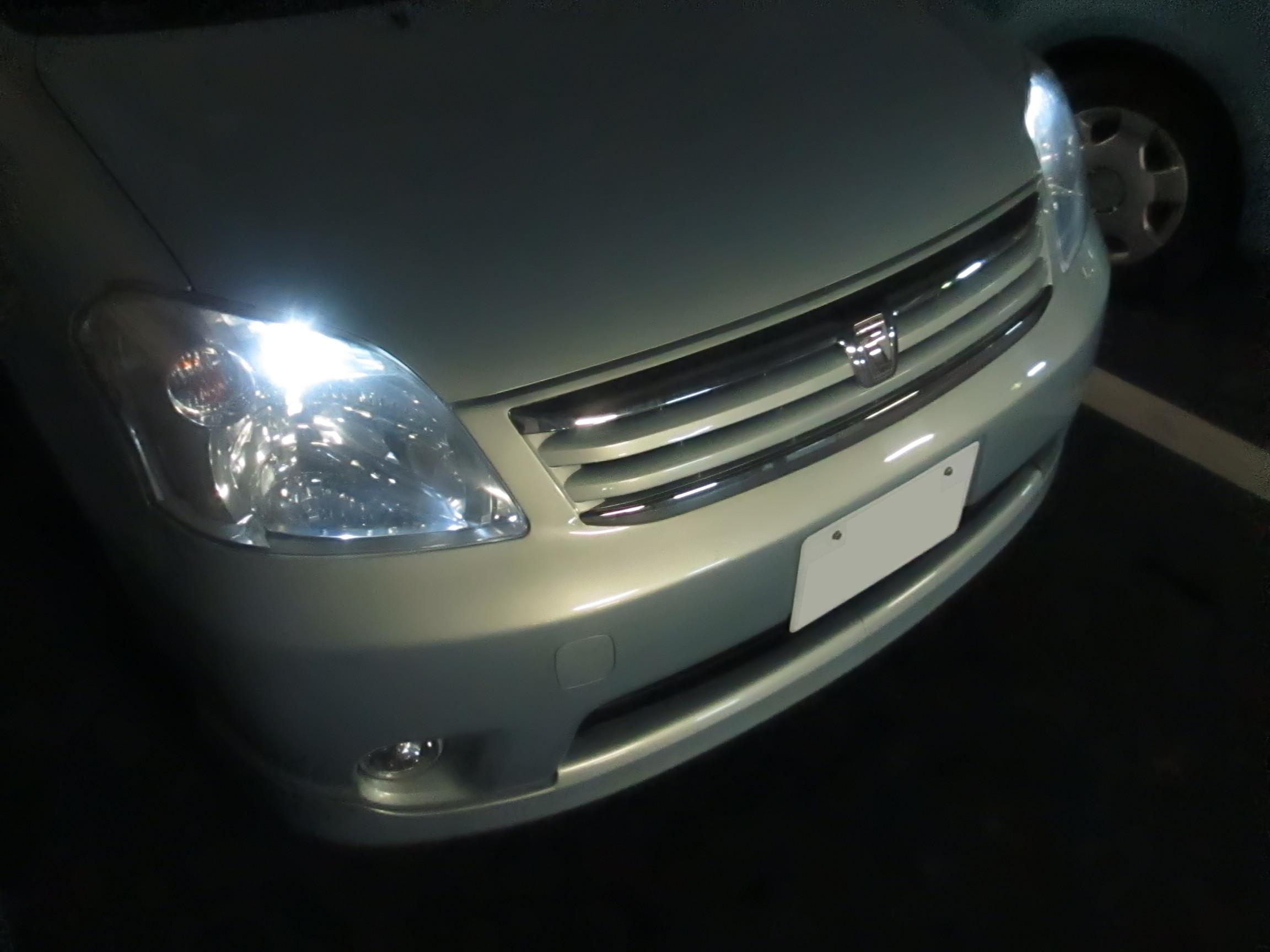
"R" モチーフのエンブレム

## 車名の由来
- 「空間」を意味するドイツ語Raum より。
- 2004年5月に発売された特別仕様車「C Package・NEO Edition」の"NEO"とは、新時代の幕開けを意味するNEW ERA OPENINGからとったもの。